# Culicoides isechnoensis
Culicoides isechnoensis är en tvåvingeart som beskrevs av Glick 1990. Culicoides isechnoensis ingår i släktet Culicoides och familjen svidknott.
Artens utbredningsområde är Kenya. Inga underarter finns listade i Catalogue of Life.